# (4607) Seilandfarm
(4607) Seilandfarm (1987 WR) – planetoida z pasa głównego asteroid okrążająca Słońce w ciągu 3,41 lat w średniej odległości 2,26 j.a. Odkryta 25 listopada 1987 roku.

## Księżyc planetoidy
W roku 2009 stwierdzono, iż planetoidę tę obiega w odległości ok. 23 km księżyc o średnicy ok. 3 km. Składniki obiegają wspólny środek masy w czasie 31,63 godziny.